# Arai (divinità)
Le Arai erano, nella mitologia greca, le tre dee della vendetta. Ogni volta che qualcuno veniva sconfitto sulla Terra e lanciava una maledizione al suo assassino, le Arai si occupavano di dare al colpevole la lezione che si meritava. La loro reggia era nelle viscere del Tartaro. Secondo Esiodo erano figlie della divinità primordiale Notte.

## Influenza culturale
Le Arai compaiono nella saga Eroi dell'Olimpo. In Eroi dell'Olimpo: la casa di Ade Percy Jackson e Annabeth Chase le incontrano nel Tartaro e scagliano maledizioni ai due mezzosangue.